# E for Ecstasy
E for Ecstasy é um livro escrito por Nicholas Saunders e publicado em maio de 1993. O livro descreve detalhadamente a substância psicoativa MDMA (ecstasy), as pessoas que a usam e a lei a respeito, tudo aprimorado através das lentes da experiência pessoal do autor.
As versões revisadas subsequentes foram renomeadas Ecstasy and the Dance Culture (1995) e Ecstasy Reconsidered (1997). O livro está disponível online gratuitamente.
O livro foi proibido na Austrália em 1994.